# Sang-e Charak
Sang-e Charak is een stad van de provincie Sar-e Pol, in het noorden van Afghanistan. De bevolking van de stad werd in 2006 geschat op 10.400 inwoners.